# Phiala costipuncta
Phiala costipuncta är en fjärilsart som beskrevs av Herrich-Schäffer 1855. Phiala costipuncta ingår i släktet Phiala och familjen Eupterotidae. Inga underarter finns listade i Catalogue of Life.